# Um Lugar Mágico
Um Lugar Mágico (Il Cerchio Magico no original) é um livro de Susanna Tamaro, escrito em 1994. 

## Enredo
No centro do parque Vila Alegre existe um bosque chamado Círculo Mágico, no qual os animais são capazes de falar e compreender todas as línguas do mundo. Aqui vivem em harmonia e felicidade, longe da crueldade dos Homens. 
Rick, um rapaz que fora abandonado num caixote do lixo, também aqui vive, juntamente com Guendy, a loba que o acolheu. Rick vive feliz junto da "mãe" loba e de muitos amigos, como Úrsula, uma chimpanzé muito sábia.
No entanto, os habitantes da cidade invadem e destroem o pequeno bosque, aprisionando ou matando os seus ocupantes. Rick é recolhido por Ulderico Pançudo, o futuro Presidente da Câmara, que o fecha num quarto da sua mansão.
Num dia em que Ulderico Pançudo festeja a sua eleição, Rick ouve o plano que os homens importantes da cidade, entre os quais, Ulderico Pançudo, arquitectam com o seu chefe, Sua Moleza Imunda Almôndega I. Através da televisão hipnotizavam as crianças, de forma a poderem substituir todo o verde do mundo por construções em cimento.
Rick consegue fugir e, com a ajuda da gata Dódó, refugia-se em casa de Amália Cipolloni, uma das poucas habitantes amiga das plantas e dos animais. Juntos pensam num plano para entrar no Castelo dos Sonhos, onde Rick acaba por ser apanhado e fechado numa cela. É Úrsula, a sua amiga chimpanzé, que o liberta,juntamente com as restantes crianças, e juntos salvam o mundo de um grande Pum Cósmico. 
No final, o castelo é destruído e o mundo torna-se, de novo, verde e alegre, onde as pessoas respeitam a natureza. Volta a plantar-se o Círculo Mágico e a D. Cipolloni ganha um neto.